# Deutscher Jiu-Jitsu-Ring Erich Rahn

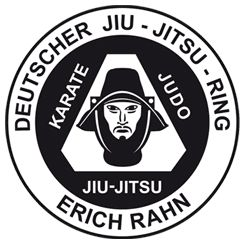

Der Deutsche Jiu-Jitsu-Ring Erich Rahn e. V., häufig auch als DJJR abgekürzt, ist ein deutscher Dachverband für asiatische Kampfkünste und moderne Selbstverteidigung. Sein Vorläufer, der Reichsverband für Jiu Jitsu, ebenso wie der DJJR, wurde im Jahre 1923 von dem deutschen Jiu Jitsu und Judo-Wegbereiter Erich Rahn gegründet. Somit gilt der DJJR als ältester deutscher Kampfsportverband.

## Leitung
Zurzeit ist Thorsten Preiß Präsident, Oliver Roszak Vizepräsident und Alexander Bork Vizepräsident zuständig für Finanzen. Der ehemalige Cheftrainer und erste Vorsitzende des DJJR Ditmar Gdanietz ist seit 1992 Ehrenpräsident.

## Großmeister
| Name             | Graduierung                     | Bemerkung                                                                            |
| ---------------- | ------------------------------- | ------------------------------------------------------------------------------------ |
| Erich Rahn       | 10. Dan Jiu Jitsu               | Stilbegründer                                                                        |
| Ditmar Gdanietz  | 10. Dan Jiu Jitsu               | Ehrenpräsident; ehemaliger Cheftrainer und erster Vorsitzender                       |
| Lothar Sieber    | 10. Dan Jiu Jitsu               | Vorsitzender des Großmeisterkollegiums des DJJR                                      |
| Harald Weitmann  | 10. Dan Okinawa Karate / Kobudo | Stellvertretender Vorsitzender des Großmeisterkollegiums des DJJR                    |
| Hannelore Sieber | 9. Dan Jiu Jitsu                | ehemalige Präsidentin des DJJR                                                       |
| Jürgen Raffel    | 9. Dan KTR                      | Gründungsmitglied des DJJR; Gründer der Stilrichtung Kurztechniken Jürgen Raffel KTR |
| Thorsten Preiß   | 7. Dan Jiu Jitsu                | Präsident des DJJR; Leiter der Sportschule Rahn                                      |
| Oliver Roszak    | 7. Dan Jiu Jitsu                | Vizepräsident des DJJR                                                               |
| Alexander Bork   | 7. Dan Karate-Do                | Vizepräsident Finanzen des DJJR                                                      |